# Mindanaovruchtduif
De mindanaovruchtduif (Phapitreron brunneiceps) is een zeldzame duif die alleen voorkomt in de Filipijnen.

## Uiterlijke kenmerken
Deze vruchtduif wordt inclusief staart 26,5 centimeter en heeft een vleugellengte van 14,5 centimeter. De vogel lijkt erg veel op de grote bruine vruchtduif (Phapitreron amethystina). De kop van P. brunneiceps is meer grijs tot grijsbruin. Ze hebben geen witte lijn onder de ogen. Bovendien zijn de keel en borst grijzer en is de buik grijs. De snavel is oranje en de poten donkerroze.

## Ondersoorten en verspreiding
De mindanaovruchtduif wordt niet meer als een ondersoort van Phapitreron cinereiceps beschuwd. De soort komt voor op de eilanden Basilan en Mindanao.

## Leefgebied
De mindanaovruchtduif is op Basilan te vinden in de laagland bossen en op Mindanao in de bossen tussen 500 meter en 2000 meter boven zeeniveau. Ze leven alleen of in paartjes.

## Voortplanting
Het nest van bestaat uit losse takjes in de vork van wat takken. Er is een nest met twee jongen waargenomen in de maand april.

## Status
De mindanaovruchtduif heeft een beperkt verspreidingsgebied en daardoor is de kans op uitsterven aanwezig. De grootte van de populatie werd in 2016 door BirdLife International geschat op 2,5 tot tienduizend volwassen individuen. De populatie-aantallen nemen af door jacht en habitatverlies. Het leefgebied wordt aangetast door ontbossing waarbij natuurlijk bos plaats maakt voor intensief agrarisch gebruikt land. Om deze redenen staat deze soort als kwetsbaar op de Rode Lijst van de IUCN.